# Grote rijstmeelkever
De grote rijstmeelkever (Tribolium destructor) is een kever uit de familie zwartlijven of Tenebrionidae.
De grote rijstmeelkever is een schadeveroorzakend plaaginsect, die voorkomt in in silo's, opslagplaatsen, levensmiddelenwinkels en woonhuizen opgeslagen meel en graan. Ook worden dier- en kippenvoeders in pelletvorm aangetast. De kever komt voor in Europa, Afrika en Noord-Amerika.

## Beschrijving
De grote rijstmeelkever lijkt veel op de kastanjebruine rijstmeelkever (Tribolium castaneum) en de kleine meeltor (Tribolium confusum). De grote rijstmeelkever is 5 - 6 mm groot, veel donkerder (donkerbruin) dan de andere twee soorten en komt minder algemeen voor. De antennes en poten zijn rood tot roodbruin. 
De kleine meeltor en kastanjebruine rijstmeelkever zijn 3 - 4 mm lang en hebben een roodbruine kleur. Deze twee verschillen vooral in de vorm van hun antennes. De antenne van de kleine meeltor wordt geleidelijk groter en heeft vier knotsvormige verdikkingen, terwijl de kastanjebruine rijstmeelkever er maar drie heeft, die niet geleidelijk groter worden. De kastanjebruine rijstmeelkever komt in Nederland alleen voor op verwarmde, vochtige plaatsen.

## Levenscyclus
Bij 36  °C duurt de volledige ontwikkelingscyclus van de grote rijstmeelkever ongeveer 20 dagen. De wijfjeskever legt per jaar ongeveer duizend eitjes en kan 1,5 jaar oud worden. De eitjes worden afzonderlijk gelegd en komen na 3 - 10 dagen uit. De geelbruine larven vervellen 7 - 8 keer en worden 9 - 12 mm lang, waarna ze verpoppen. De gelige pop is 5 mm groot en komt na 5 dagen uit. Bij lagere temperaturen dan 30  °C zijn alle stadia vertraagd of komen tot stilstand.